# Мартос Іван Петрович
Іва́н Петро́вич Ма́ртос (нар. 1754, Ічня, Прилуцький полк, Гетьманщина (нині Прилуцький район, Чернігівська область, Україна) — пом. 5 (17) квітня 1835, Петербург, Російська імперія) — український скульптор-монументаліст, ректор Імператорської академії мистецтв.

## Життєпис
Народився в 1754 у місті Ічня (тепер Чернігівська область) в козацько-старшинській родині.
Засновниками роду Мартосів були Мартин і Павло Мартоси, які переселилися в Лохвицю на Полтавщині з Правобережної України наприкінці 17 століття. Імовірно, прізвище Мартос (Мартус) має балтійське походження, хоча писали про грецьке і навіть про іспанське походження прізвища.
Батько Івана, Петро Михайлович Мартос, був ічнянським сотенним отаманом (помічником сотника) (1749—1755). О. М. Лазаревський стверджував, що Петро Мартос був корнетом, звідки й пішла інформація про дворянство батька скульптора. Але відомо, що корнетом (1786) був племінник і повний тезка батька скульптора (1744–?), син його брата Михайла, осавул Воронківської сотні Переяславського полку (1775—1782).
Пишуть, що дядько Івана Мартоса був сотником ічнянської сотні й добрим різьбярем, він різьбив іконостас ічнянської церкви та скульптури цього іконостасу, а тому перші кроки Іван Мартос міг пройти у себе вдома. Документальних свідчень про це немає. Слід зазначити, що ніхто з Мартосів не був ічнянським сотником, а в 1753—1763 рр. цю посаду займав єврей-вихрест Яків Іванович Новицький. Ще відомо, що з середини 18 століття в Ічні проживав Михайло Михайлович Мартос, дядько Івана, військовий товариш.
В 1764 р. Іван Мартос поїхав на навчання до Петербурзької Академії мистецтв, в Петербург його привіз родич, який був священиком. Не виключено, що то міг бути Лука Мартос (?–до 1786), хорольський священик. Деякі відголоски про це є у спогадах М. Ф. Каменської, де вона називає І. П. Мартоса «…хохол з духовного звання», а в іншому місці пише «…недарма він походив з духовного звання».
У Петербурзькій академії мистецтв Іван Мартос навчався в Л. Роллана і Н. Жілле до 1773 року. Після отримання Великої золотої медалі його, як пенсіонера Академії, скерували на шість років за кордон для вдосконалення майстерності. Працював у Римі, у майстерні Антоніо Канови. Паралельно з заняттями скульптурою Мартос багато малював з натури і з антиків під проводом Помпео Батоні та Рафаеля Менгса, відомих діячів західноєвропейського малярства доби класицизму.
В 1779 повернувся до Петербурга і був призначений викладачем скульптури в Академії мистецтв, став старшим професором (з 1794), а пізніше — ректором (з 1814).
В 1831 році полишив роботу в Академії за станом здоров'я. Про це він писав своєму племіннику І. Р. Мартосу 10 жовтня 1830 року: «Що ж стосується до мого здоров'я, то воно у великому занепаді: від служби по академії я повинен відмовитися, тому що ходити на верх не можу по причині недуги, яка тільки дозволяє мені сидіти». За заслуги скульптора перед Академією йому присвоїли звання Почесного ректора.

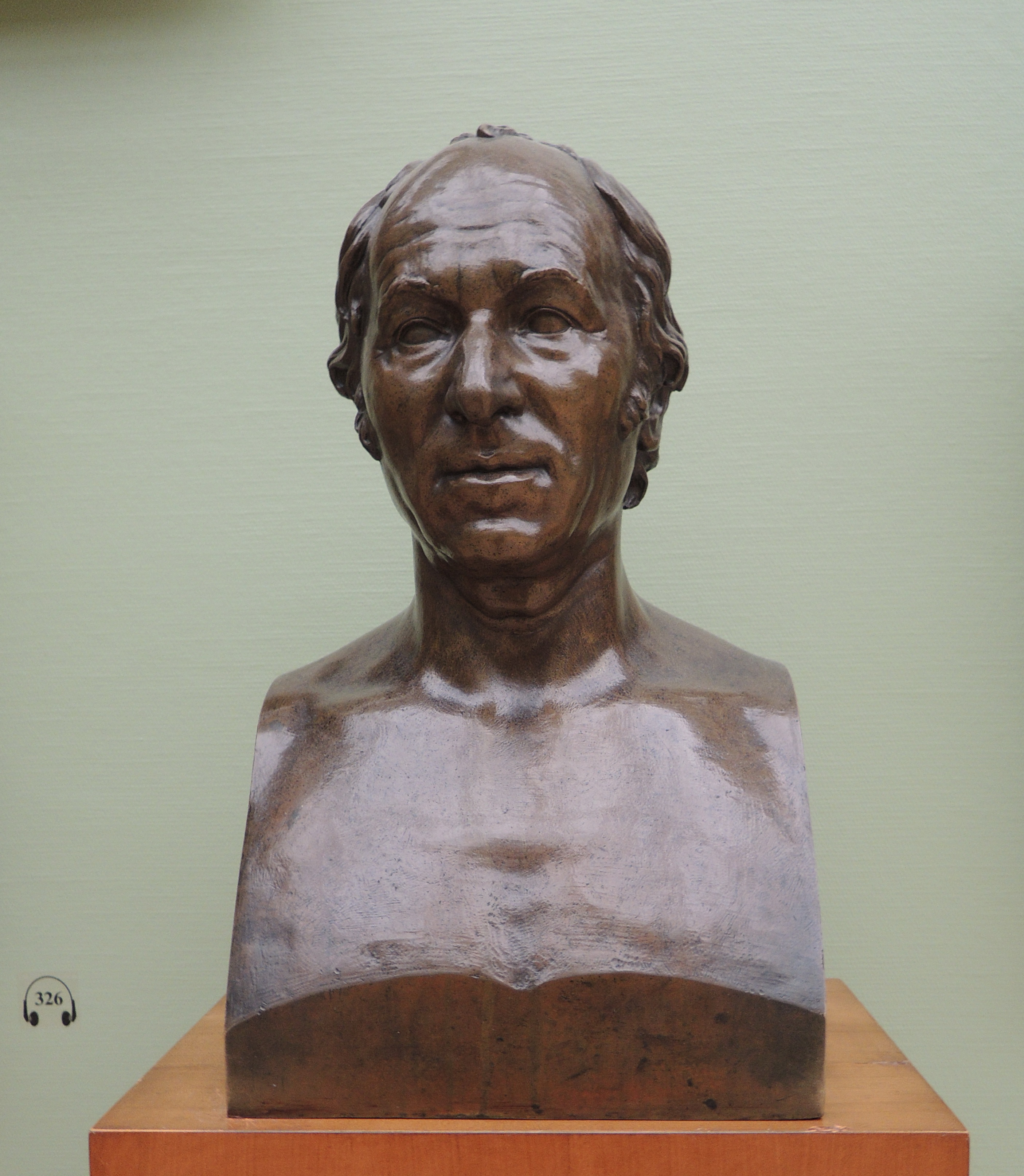
Скульптурний портрет Івана Мартоса роботи С. Ф. Гальберга

Скульптор пам'ятав про своє родове коріння. У Петербурзі з 1703 р. існувало досить згуртоване Полтавське земляцтво , від земляків він і дізнавався новини з України. Виїхавши з Ічні в дитячому віці, він більше ніколи не бував на батьківщині, хоча працював і для України, створивши ряд визначних пам'ятників, які були встановлені в Батурині, Києві, Одесі та Херсоні.        
Але є публікації, де стверджують протилежне. У телевізійному документальному фільмі повідомляють про тривале перебування Мартоса в Києві та Ічні в 1804 році, а також у Качанівці в 1834 р. Джерелом тих повідомлень називають народні перекази.
Документальні джерела свідчать про інше. Скульптор листувався з племінником І. Р. Мартосом з 1816 по 1830 рік, жодної інформації про відвідини Іваном Матросом України в листах немає. Скульптор писав племіннику 20 січня 1821 року: «Я уявляю, що ви оточені чарівними видами величного Дніпра та околиць Києва; будь ласка, опишіть їх, ваше перо послужить картиною, з них списаною. Київ усі хвалять, але опису я ніде не читав, ні навіть у Сині Вітчизни, в якому все пишуть». В альбомі автографів «Качанівка», де записані автографи 608 гостей садиби Тарновських, теж немає Івана Мартоса.
Після монтажу пам'ятника Мініну і Пожарському в Москві в 1817 році скульптор більше не виїжджав з Петербурга. Навіть літні вакації сім'я Мартосів проводила в Петербурзі, лише переїжджаючи з академічної квартири у власний дім на одному з островів Петербурзької сторони. Винятком стала лише вимушена поїздка в Нижній Новгород в 1828 році для врятування обеліска з барельєфами, присвяченого Мініну і Пожарському, який був пошкоджений при транспортуванні.

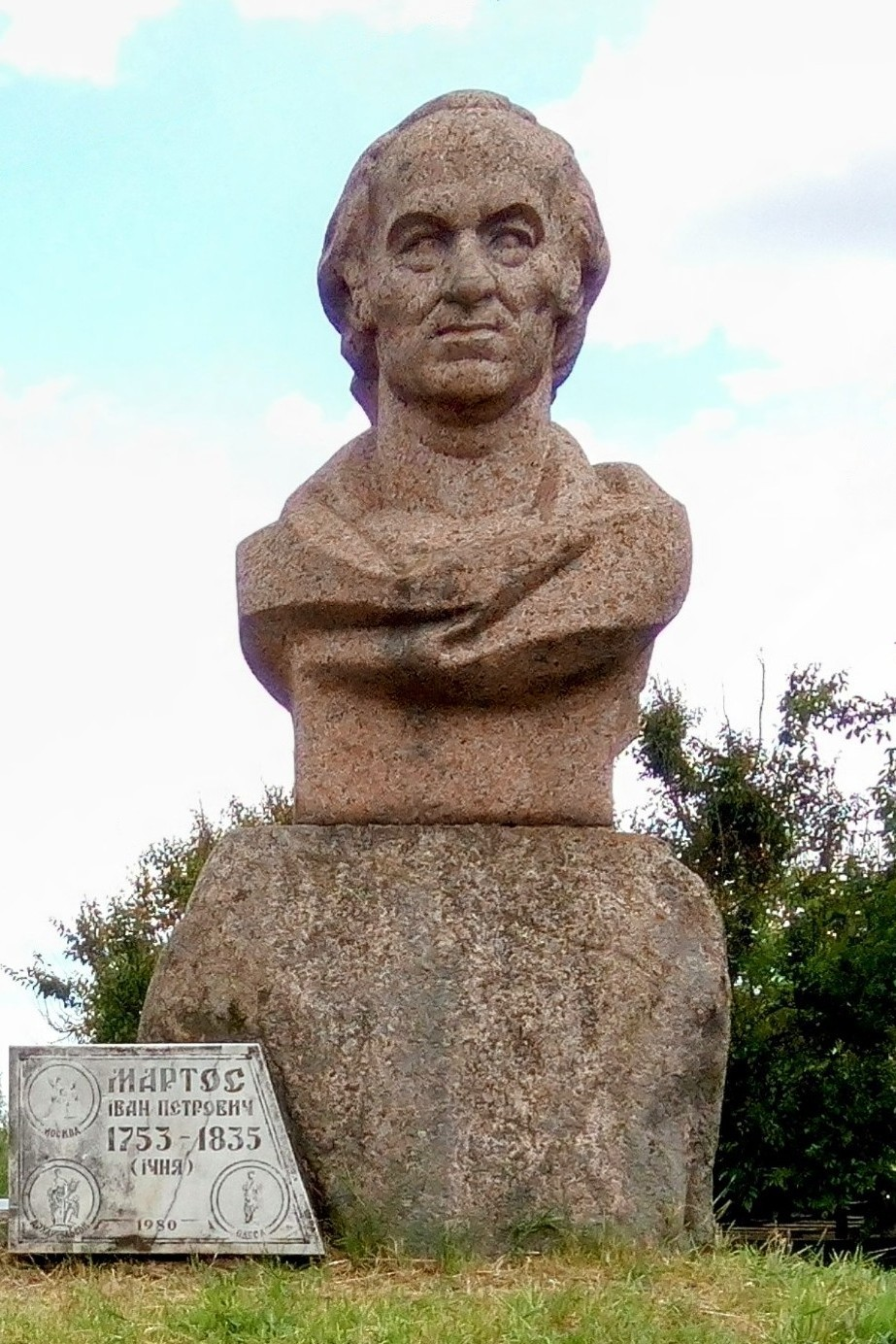
Погруддя Івану Мартосу в Ічні

Ічнянський краєзнавець В. Балабай так писав про Івана Мартоса: «Система виховання відірвала геніального скульптора від України. Національна тема в його творчості зовсім відсутня. А його любов до України виявлялась лише в бажанні відвідати рідну землю. Але за своє довге життя він так і не встиг цього зробити, маючи всі можливості».
Більше ніж за півстоліття своєї праці Мартос залишив по собі в мармурі та бронзі велику кількість скульптур. Імператори Павло I, Олександр I і Микола I постійно доручали йому здійснення важливих скульптурних проектів. Численними роботами Мартос склав собі гучну популярність не тільки в Росії, але і за кордоном. Роботи І. Мартоса мали великий вплив на скульпторів Російської імперії 19 століття.
Помер 5 (17) квітня 1835 в Петербурзі, був похований на Смоленському православному кладовищі.
На батьківщині скульптора в Ічні йому встановлено пам'ятник.

## Творчість
Надгробні пам'ятники — найкращі твори Мартоса, праця над ними найбільше відповідала елегійній вдачі Мартоса, цього «поета мрійної й сумовитої грації» (характеристика барона М.М. Врангеля). Це визнавали вже сучасники Мартоса. Композитор М. Глинка казав про нього: «його мармур плаче».

### Ранній період
Для його надгробних пам'ятників раннього періоду (надгробки: С. С. Волконської, Третьяковська галерея; М. П. Собакіної; обидва — мармур, 1782) характерні строга архітектоніка композиції, тонке моделювання форм, майстерне поєднання високого і низького рельєфу. У подальшому Мартос відходить від барельєфного принципу композиції, відособлюючи людську фігуру від скульптурного фону і монументалізуючи пам'ятник в цілому (надгробки: Н. І. Паніна, 1788, Е. С. Куракіної, 1792; обидва — мармур, Музей міської скульптури, Санкт-Петербург).
Продовжуючи часто використовувати мотив пірамідальної стели з включеним в неї барельєфного медальйона-портрета померлого, Мартос усе більш різноманітить розташування скорботних фігур, вдається до поліхромії відтінків мармуру.
Відтворення інтимного світу переживань, властиве раннім пам'ятникам Мартоса, з початку 1790-х років змінюється підкресленням суспільної значущості монумента, образний вид якого ускладнюються і часом навіть драматизується.

### Зрілий період
Найкращий період творчості Мартоса — час після повернення з-за кордону — до війни дванадцятого року. В цей час постала велика кількість надгробків із мармуру та бронзи на цвинтарях Петербурга та Москви; в Києві за працю Мартоса вважають надгробок Іллі Висоцького біля Видубицького монастиря.
Твори Мартоса зрілого періоду відрізняються загальною монументальністю форм, органічним зв'язком з архітектурним середовищем ясною замкнутістю композиції, лаконічною виразністю силуету; їх емоційне навантаження з початку 1800-х років відрізняється суворою стриманістю героїв в прояві відчуттів, особливою величавістю образів, покликаних втілити античні ідеали мужності і досконалої краси (надгробки: К. Розумовського в Батурині 1803—1805; П. Рум'янцева в Києві 1797—1805; О. І. Гагаріної, бронза, 1803, Петербург; Павла I, мармур, 1807, Павловськ). Між цими монументами особливо відомий найменш вдалий твір — пам'ятник Кузьмі Мініну та Дмитру Пожарському в Москві 1804—1818 рр.

### Пізній період
Вдалішим виявивсь пам'ятник герцогу Рішельє в Одесі (бронза, 1823—1828), який несе в собі багато рис пізньої творчості Мартоса, в якому стають помітні нотки ригоризму, схильність до надмірної узагальненості форм і в той же час до дріб'язковості в деталях (пам'ятник Олександрові I в Таганрозі, бронза, 1828—1831). Один з найвдаліших монументів — пам'ятник Потьомкіну в Херсоні 1829—1835.

## Галерея

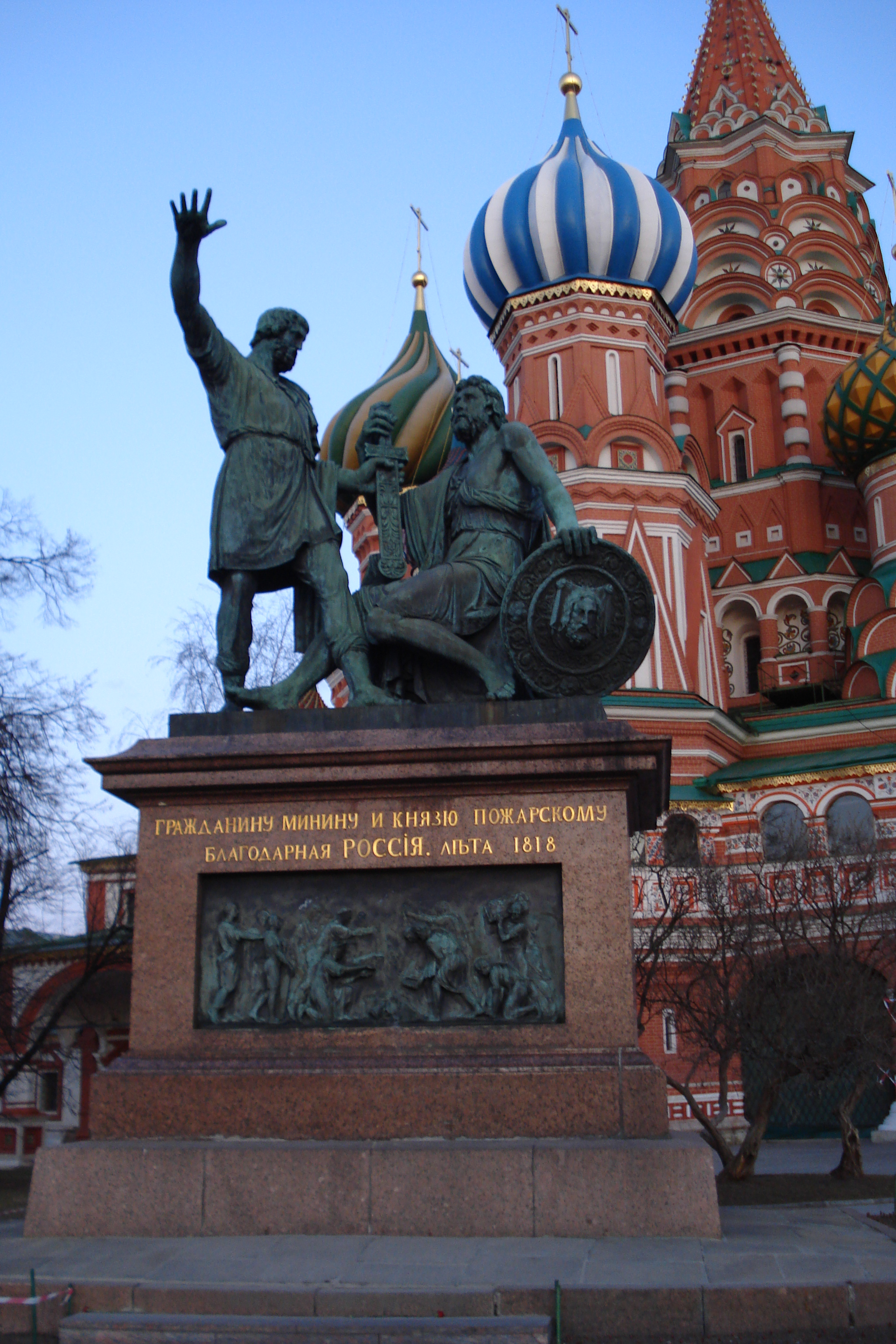
Пам'ятник Кузьмі Мініну та Дмитру Пожарському в Москві
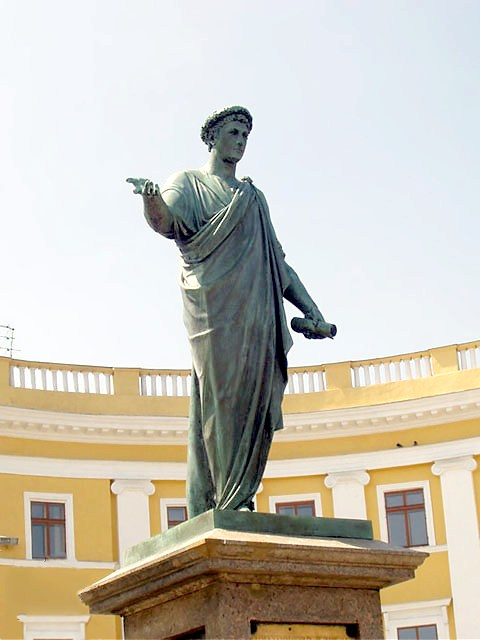
Пам'ятник Арману де Рішельє
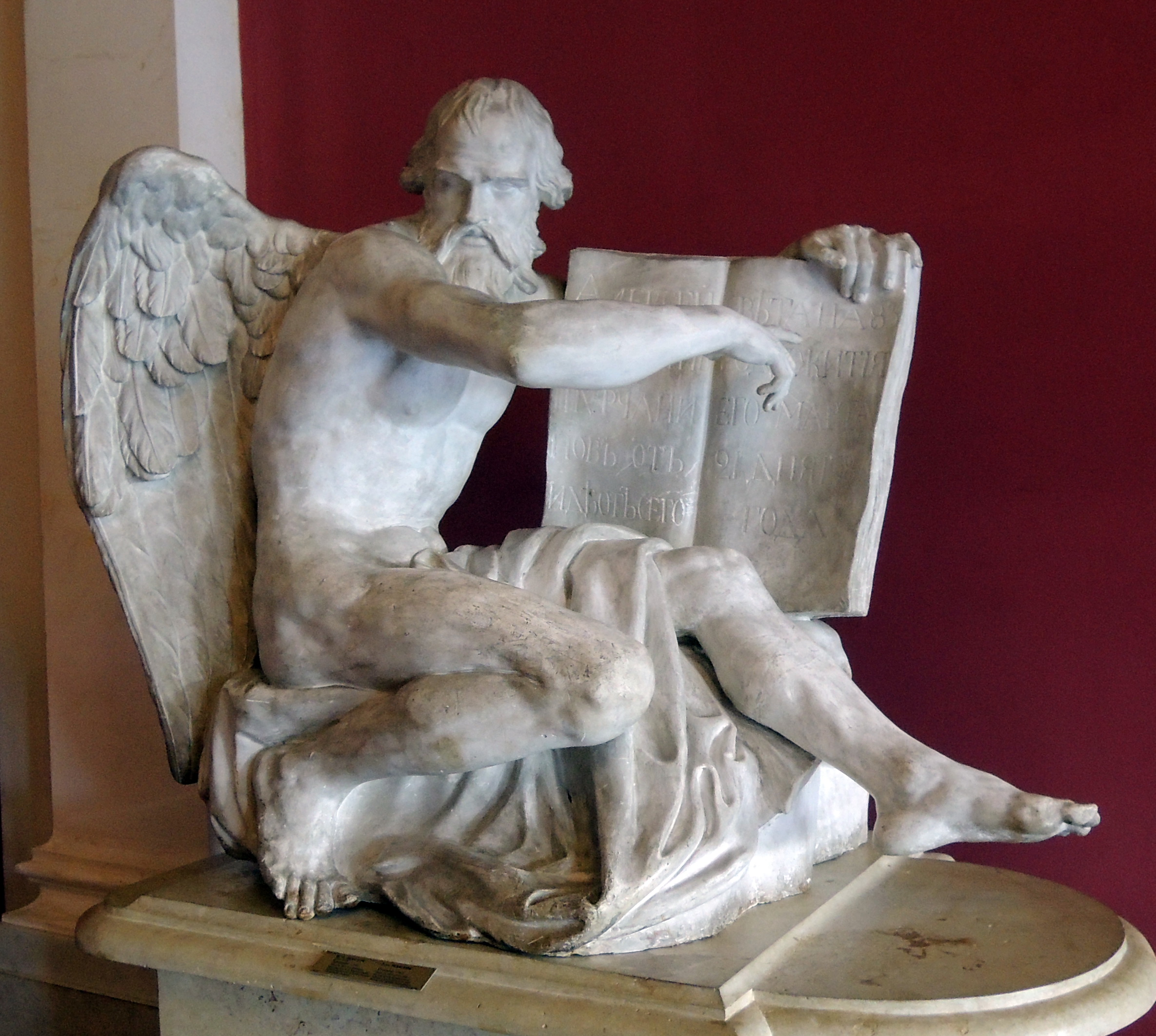
«Хронос з Книгою буття», надгробок Турчанінова, 1792, гіпсова модель, Російський музей